# 浜田村 (福島県)
浜田村（はまたむら）は福島県岩瀬郡にかつて存在した村である。

## 地理
- 現在の須賀川市の中部、旧須賀川市の西部に位置する。
- 村は阿武隈川の西岸に位置する。

## 歴史
浜尾村の浜と和田村・前田川村の田を組み合わせて浜田村となった。

### 村域の変遷
- 1889年（明治22年）4月1日 - 町村制施行により、和田村・浜尾村・前田川村が合併し岩瀬郡浜田村が発足。
- 1954年（昭和29年）3月31日 - 須賀川町・西袋村・稲田村、石川郡小塩江村と合併し須賀川市が発足。同日浜田村廃止。

変遷表
| 1868年 以前 | 1868年 以前 | 明治22年 4月1日 | 昭和29年 3月31日 | 現在     |
| ----------- | ----------- | --------------- | ---------------- | -------- |
|             | 和田村      | 浜田村          | 須賀川市         | 須賀川市 |
|             | 浜尾村      | 浜田村          | 須賀川市         | 須賀川市 |
|             | 前田川村    | 浜田村          | 須賀川市         | 須賀川市 |

## 大字
- 和田（わだ）
- 浜尾（はまお）
- 前田川（まえだがわ）

## 人口・世帯

### 人口
総数 [単位： 人]
| 1889年（明治22年） | 2,375 |
| 1920年（大正 9年） | 2,484 |
| 1947年（昭和22年） | 3,355 |

### 世帯
総数 [単位： 世帯]
| 1920年（大正 9年） | 424 |
| 1947年（昭和22年） | 506 |

## 交通（廃止直前）

### 道路
- 二級国道
  - 国道118号